# Perata curiosalis
Perata curiosalis är en fjärilsart som beskrevs av Swinhoe 1905. Perata curiosalis ingår i släktet Perata och familjen nattflyn. Inga underarter finns listade i Catalogue of Life.